# جيفرسون دي سوزا لايت
جيفرسون دي سوزا لايت هو لاعب كرة قدم برازيلي في مركز الهجوم، ولد في 7 يناير 1989 في ايتابتشننجا في البرازيل. لعب مع دينامو مينسك وسبورت وانكايو.

## وصلات خارجية
- جيفرسون دي سوزا لايت على موقع قاعدة بيانات كرة القدم.إي يو (الإنجليزية)
- جيفرسون دي سوزا لايت على موقع Soccerway.com (الإنجليزية)